# Soběhrdy
Soběhrdy település Csehországban, a Benešovi járásban. Soběhrdy Čerčany, Benešov, Mrač, Petroupim és Přestavlky u Čerčan településekkel határos. Lakosainak száma 451 fő (2024. január 1.).

## Népesség
A település lakosságának változását az alábbi diagram mutatja:
| Lakosok száma | 742  | 771  | 613  | 500  | 320  | 286  | 401  | 410  | 435  | 451  |
|               | 1869 | 1890 | 1921 | 1950 | 1980 | 2001 | 2017 | 2019 | 2022 | 2024 |